# Magnus Swederus
Magnus Swederus, född den 25 november 1748 i Stockholm, död den 19 mars 1836 i Uppsala, var en svensk präst. Han var bror till Nils Samuel Swederus och far till Georg Swederus.
Magnus Swederus var son till kyrkoherden i Skultuna och extraordinarie hovpredikanten Magnus Swederus. Efter skolgång i Västerås inskrevs han 1768 vid Uppsala universitet. 1769 anställdes han i Carl Christoffer Gjörwell den äldres bokhandel i Stockholm men återvände efter några år till Uppsala, där han 1771 antogs som bokhandlare. 1780–1790 var han akademibokhandlare, de två sista åren med L. G. Berglund som kompanjon. Swederus kom att betyda mycket för att rycka upp akademibokhandeln i Uppsala, och prövade många nya sätt att öka omsättningen. Han besökte marknader och gjorde utlandsresor där han skapade kontakter med tyska, franska och engelska bokhandlare. 1772 startade han en läsecirkel för utländska tidskrifter i Uppsala, och 1779 öppnade han en filial i Åbo. 1784 startade han Stockholms första lånebibliotek i modern mening. Ständiga konflikter med boktryckare och bokbindare i Uppsala och Stockholm fick honom att 1790 avveckla hela sin affärsverksamhet. Efter att ha prästvigts 1789 blev han 1790 domkyrkosyssloman i Västerås, och utnämndes 1809 till fältprost. Han erhöll avsked 1815 och var sedan bosatt först i Sigtuna, sedan i Uppsala. Swederus utgav Tidningar utgifne i Upsala (1773–1779), Tidningar för swenska bokhandeln (1784), den första tidskriften i sitt slag, avsedd som annonsorgan för svenska bokhandlen, samt Upsala ärke-stifts tidning (1780–1785). Vidare utgav han ett fransk-svenskt och svensk-franskt lexikon (1800), matriklar med mera. I Skrifter af åttio-årige arbetaren i wingården (1831) samlade han sina predikningar och tal samt en del självbiografiska anteckningar.